# Brouwerij De Goudster
Brouwerij De Goudster of Brouwerij Wauters of Brouwerij De Ster is een voormalige brouwerij te Donk (Herk-de-Stad) en was actief tot 1968. 
In 1991 werd het gebouw (met name de mouttoren), daterend uit het midden van de 19e eeuw, als monument beschermd en gerestaureerd tot meubelzaak.

## Bieren[2]
- Brun'-Ale
- Double
- Export
- Export Supérieur
- Goudster
- Pils
- Pilsex
- Prim'Tout
- Six-Ale 421
- Triple-Solar

## Nieuwe Goudster
Eind 2012 lieten enkele plaatselijke bierliefhebbers, waaronder de huidige eigenaar van de vroegere brouwerijgebouwen, weten dat ze terug Goudster wilden brouwen. Het bier werd de eerste maal gebrouwen in februari 2013 bij Brouwerij Anders! te Halen.